# Прерафаелити
Прерафаелити или прерафаелитско братство (енгл. Pre-Raphaelite Brotherhood, скраћено PRB) је уметничка антиакадемска група која је 1848. основана у Лондону са циљем да реформише енглеску уметност, пре свега сликарство и графику уз помоћ занатске перфекције и душевног просветљења (због тога углавном религиозне теме, али и теме из средњовековних сага итд) по чему личе на Назарене. Узор им је италијанско сликарство пре Рафаела, односно кватроченто. Чланови су били између осталих и Вилијам Холман Хант, Џон Еверет Миле, Данте Габријел Росети и Џон Раскин. Типичне стилске одлике су натуралистички начин сликања са јасном линеарношћу и снажним колоритом, као и употреба симболичних али и еротичних елемената и декоративни ефекат. Још 1853. године братство је расформирано због различитих погледа на уметност. Ипак је оно захваљујући Вилијаму Морису и Едварду Берн Џоунсу, који су им били блиски имало улогу смернице за обнову примењене уметности и развој југендстила.
Група је тражила повратак богатим детаљима, интензивним бојама и сложеним композицијама италијанске уметности Куатроченто. Они су одбацили оно што су сматрали механистичким приступом који су први усвојили уметници маниристи који су наследили Рафаела и Микеланђела. Братство је веровало да су класичне позе и елегантне Рафаелове композиције посебно имале кварни утицај на академско учење уметности, па отуда и назив „Прерафаелит“. Конкретно, група се противила утицају сер Џошуе Рејнолдса, оснивача енглеске Краљевске академије уметности, кога су звали „сер Слошуа“. За прерафаелите, према Вилијаму Мајклу Росетију, „слоши“ је значило „било шта опуштено или ускраћено у процесу сликања... и отуда... било која ствар или особа уобичајене или конвенционалне врсте“. Група је повезивала свој рад са Џоном Раскином, енглеским критичарем чији су утицаји били вођени његовим верским пореклом. Хришћанске теме су биле изобилне.
Група је наставила да прихвата концепте историјског сликарства и мимезиса, имитације природе, као централне за сврху уметности. Прерафаелити су себе дефинисали као реформски покрет, створили су посебно име за своју форму уметности и објављивали часопис The Germ да промовишу своје идеје. Групне дебате су забележене у Прерафаелитском журналу. Братство се раздвојило после скоро пет година.

## Почеци
Прерафаелитско братство је основано у родитељској кући Џона Милеса у улици Гауер у Лондону 1848. Првом састанку присуствовали су сликари Џон Еверет Миле, Данте Габријел Росети и Вилијам Холман Хант. Хант и Миллаис су били студенти Краљевске академије уметности и упознали су се у једном другом лабавом удружењу, Циклографском клубу, друштву за цртање. На сопствени захтев Росети је 1848. постао ученик Форда Мадокса Брауна. Тог датума, Росети и Хунт су делили смештај у улици Кливланд, Фицровија, централни Лондон. Хант је почео да слика Предвечерје свете Агнезе на основу Китсове истоимене песме, али је то завршено тек 1867. године.
Као амбициозни песник, Росети је желео да развије везе између романтичне поезије и уметности. До јесени су се још четири члана, сликари Џејмс Колинсон и Фредерик Џорџ Стивенс, Росетијев брат, песник и критичар Вилијам Мајкл Росети, и вајар Томас Вулнер, удружили и формирали братство од седам чланова. Форд Мадок Браун је позван да се придружи, али старији уметник је остао независан, мада је подржавао групу током ПРБ периода прерафаелитизма и доприносио часопису The Germ. Остали млади сликари и вајари постали су блиски сарадници, укључујући Чарлса Олстона Колинса и Александра Манроа. ПРБ је намеравао да постојање братства сачува у тајности од чланова Краљевске академије.

## Ране доктрине
Ране доктрине братства, како их је дефинисао Вилијам Мајкл Росети, изражене су у четири декларације:

1. имати искрене идеје за изражавање;
2. да пажљиво проучавају природу, како би знали да је изразити;
3. да саосећају са оним што је директно и озбиљно и искрено у претходној уметности, искључујући оно што је конвенционално и самопарадирано и научено напамет; и
4. најнеопходније од свега, да се произведу потпуно добре слике и статуе.

## Портрет у популарној култури
Прича о братству, од његове контроверзне прве изложбе до прихватања од стране уметничког естаблишмента, приказана је у две телевизијске серије Би-Би-Сија. Прва, Школа љубави, емитована је 1975. године; друга је телевизијска драма ББЦ-ја из 2009. Очајни романтичари Питера Боукера. Иако је већи део материјала овог последњег изведен из чињеничне књиге Френи Мојл Очајни романтичари: Приватни животи прерафаелита, серија повремено одступа од утврђених чињеница у корист драмске дозволе, а предњачи јој одрицање одговорности: „Током средине 19. века, група младића оспорила је тадашњи уметнички естаблишмент. Прерафаелитско братство је било инспирисано стварним светом око себе, али је узело маштовиту лиценцу у својој уметности. Ова прича, заснована на њиховим животима и љубавима, следи у том инвентивном духу.“
Телевизијски филм Кена Расела Дантеов пакао (1967) садржи кратке сцене о неким од водећих прерафаелита, али се углавном концентрише на живот Росeтија, којег игра Оливер Рид.
Поглавље 36 романа Источно од раја Џона Стајнбека из 1952. помиње слике под утицајем прерафаелита које се користе за идентификацију различитих учионица: „Слике су идентификовале собе, а утицај прерафаелита је био огроман. Галахад који је стајао у пуном оклопу показивао је пут трећем разреду; Аталантина трка је била подстакнута на четврти, Базилијев лонац је збунио пети разред, и тако редом све док Каталинина осуда није послала осмаке у средњу школу са осећајем високе грађанске врлине. Кал и Арон су били додељени седмом разреду због својих година, и научили су сваку сенку његове слике— Лаокун потпуно умотан у змије“.